# GSC5995-605
GSC5995-605 — хімічно пекулярна зоря спектрального класу Sr, що має видиму зоряну величину в смузі V приблизно 10,4.

## Пекулярний хімічний склад
Зоряна атмосфера GSC5995-605 має підвищений вміст 
Cr
.